# Ermanno Wolf-Ferrari

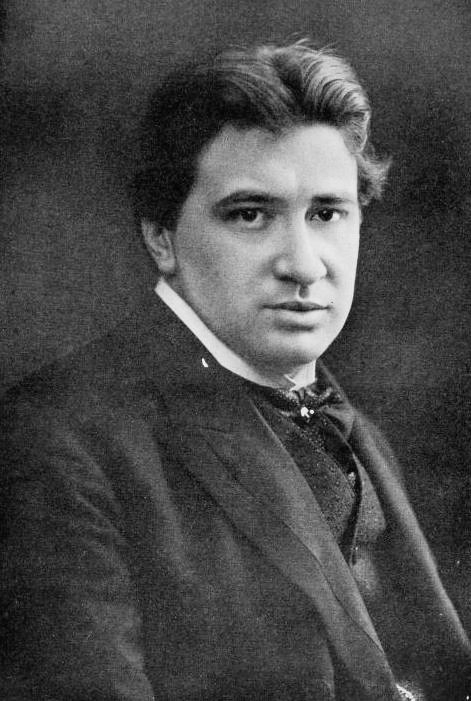
Ermanno Wolf-Ferrari (1906)

Ermanno Wolf-Ferrari (* 12. Januar 1876 in Venedig; † 21. Januar 1948 ebenda) war ein deutsch-italienischer Komponist.

## Leben

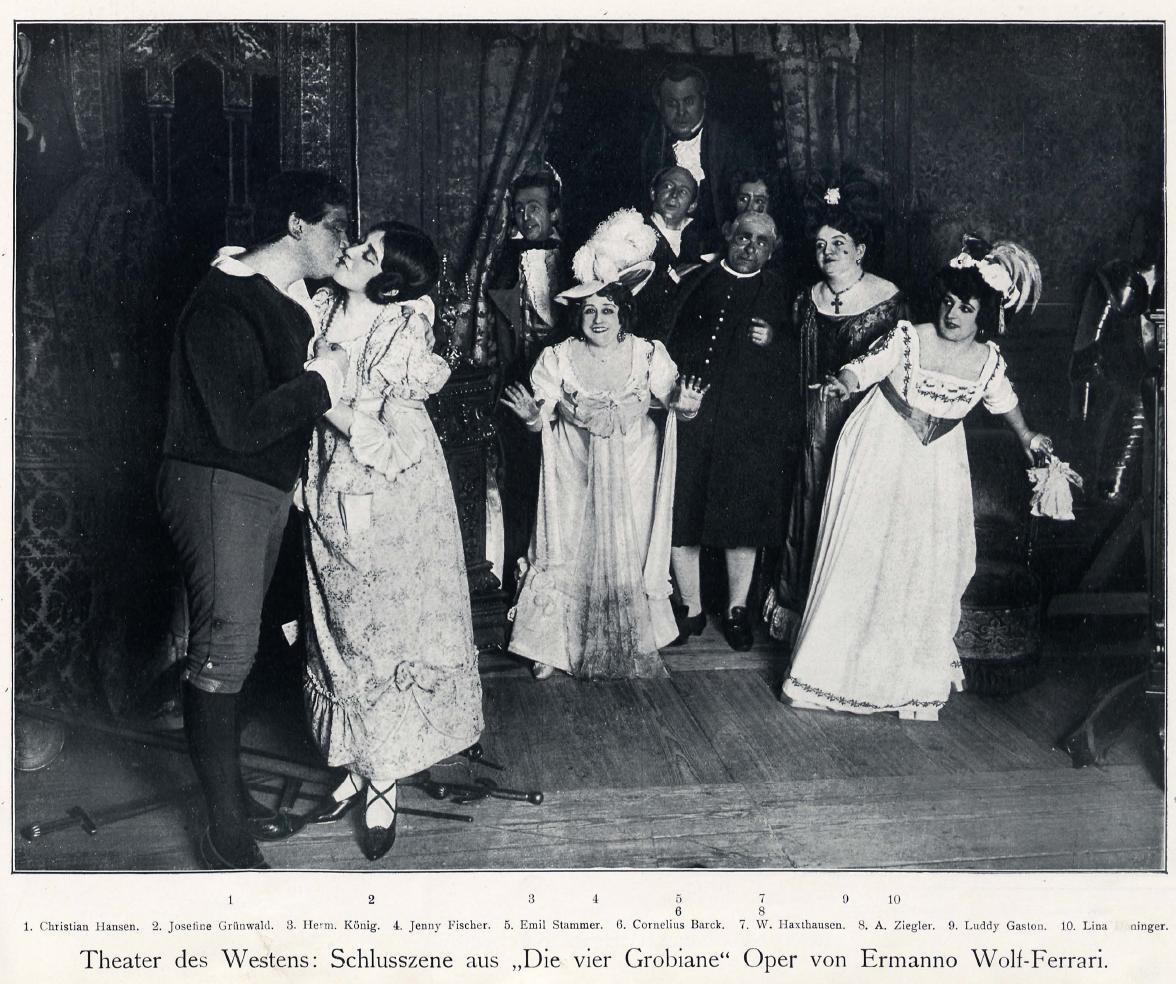
Schluss-Szene aus der Oper Die vier Grobiane von Ermanno Wolf-Ferrari, aufgeführt im Theater des Westens in Berlin, 1906. Foto von Zander & Labisch.

Wolf-Ferrari wurde als Hermann Friedrich Wolf geboren und war der Sohn des Malers August Wolf aus Weinheim an der Bergstraße und der Venezianerin Emilia Ferrari, deren Geburtsnamen er ab 1895 seinem Nachnamen hinzufügte. Früh erhielt er Klavierunterricht. Er studierte 1891–1892 an der Accademia di Belle Arti in Rom. Dann wechselte er an die Königliche Akademie der Tonkunst in München und wurde Schüler von Joseph Rheinberger. 1895 kehrte er ohne Abschluss nach Venedig zurück, leitete ab 1896 einen deutschen Chor in Mailand und traf dort Arrigo Boito und Giulio Ricordi, der die Veröffentlichung seiner ersten Kompositionen ablehnte.

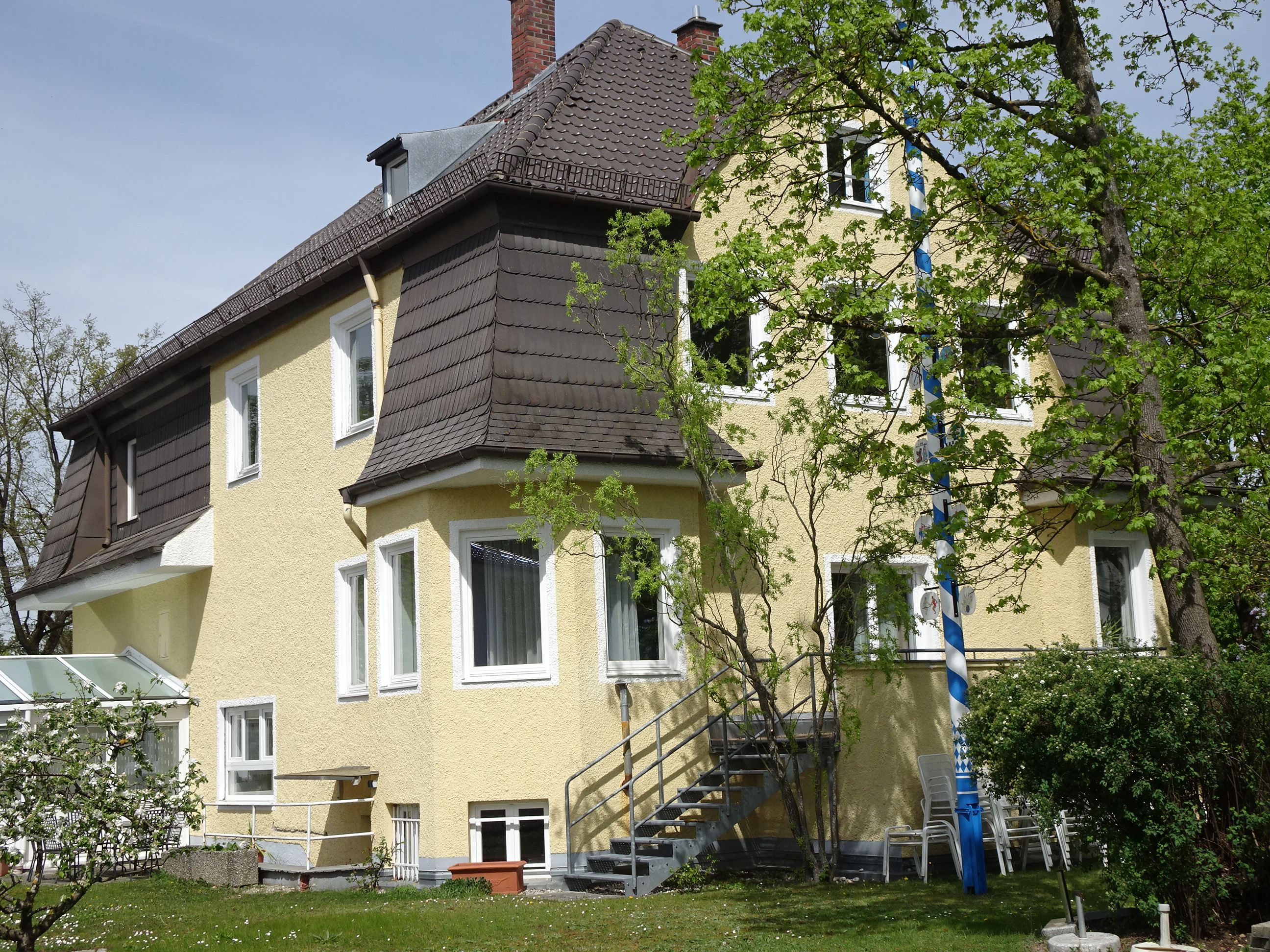
Villa "Vita Nova": Wohnhaus von Wolf-Ferrari in Ottobrunn von 1926–1931.

1897 heiratete Wolf-Ferrari die Sängerin Clara Kilian. Er zog 1900, nach dem Misserfolg seiner ersten aufgeführten Oper Cenerentola, wieder nach München. Seine frühen Instrumentalwerke wie die Sinfonia da camera op. 8 (1901) und die Kantate La vita nuova op. 9 (1901) nach Dante waren der deutschen romantischen Tradition von Mendelssohn, Schumann und Brahms verpflichtet.
In Deutschland hatte er seine größten Erfolge, als er sich einer Wiederbelebung der Opera buffa zuwandte, mit der sein Name vor allem verbunden ist. Nach Le donne curiose (Die neugierigen Frauen, 1903) nach Goldoni wurden die Opern I quattro rusteghi (Die vier Grobiane, 1906), ebenfalls nach Goldoni, und Il segreto di Susanna (Susannens Geheimnis, 1909) seine größten Erfolge. Sie wurden alle in München uraufgeführt, obwohl Wolf-Ferrari 1903–1909 Direktor des Liceo Musicale in Venedig war. Danach lebte er in München, Riemerling (ab 1915), Zürich und Zollikon (ab 1916), Riemerling (ab 1921), Ottobrunn (ab 1926), Krailling (ab 1931), München-Bogenhausen (ab 1942), Altaussee und Venedig (ab 1947).
Die 1911 uraufgeführte Oper I gioielli della Madonna (Der Schmuck der Madonna) kann als Ausflug in einen reißerischen Verismo gesehen werden, doch mit L’amore medico (Der Liebhaber als Arzt, 1913) nach Molières Komödie L’amour médecin wandte sich Wolf-Ferrari wieder der komischen Oper zu. Die Grausamkeiten des Ersten Weltkriegs stürzten ihn in eine schwere, fast zehnjährige Schaffenskrise, die durch Eheprobleme noch verstärkt wurde.
Er floh in den Kriegsjahren nach Zürich und heiratete 1921 seine zweite Frau Wilhelmine Christine Funck. Unter seinen späten Opern wurde Sly (1927) nach Shakespeare am bekanntesten, doch konnte keine von ihnen an die Erfolge vor dem Krieg anknüpfen. Schließlich wandte sich Wolf-Ferrari wieder stärker der Instrumentalmusik zu, so mit dem Idillio-Concertino op. 15 (1933) und dem Violinkonzert op. 26 (1946). Diese Kompositionen waren in einer melodischen nachromantischen Tonsprache ohne Bezug zu den zeitgenössischen Strömungen der Moderne geschrieben.
1939 wurde Wolf-Ferrari Kompositionsprofessor am Mozarteum in Salzburg. Er litt psychisch unter dem Nationalsozialismus in Deutschland, dem Faschismus in Italien und unter dem erneut beginnenden Krieg, in dem sein Haus zerstört wurde. Wieder floh er in die Schweiz. Er kehrte nach dem Krieg in seine Geburtsstadt Venedig zurück, wo er 1948 im Palazzo Malipiero starb. Sein Grab liegt auf der Friedhofsinsel San Michele nördlich von Venedig.

## Werke

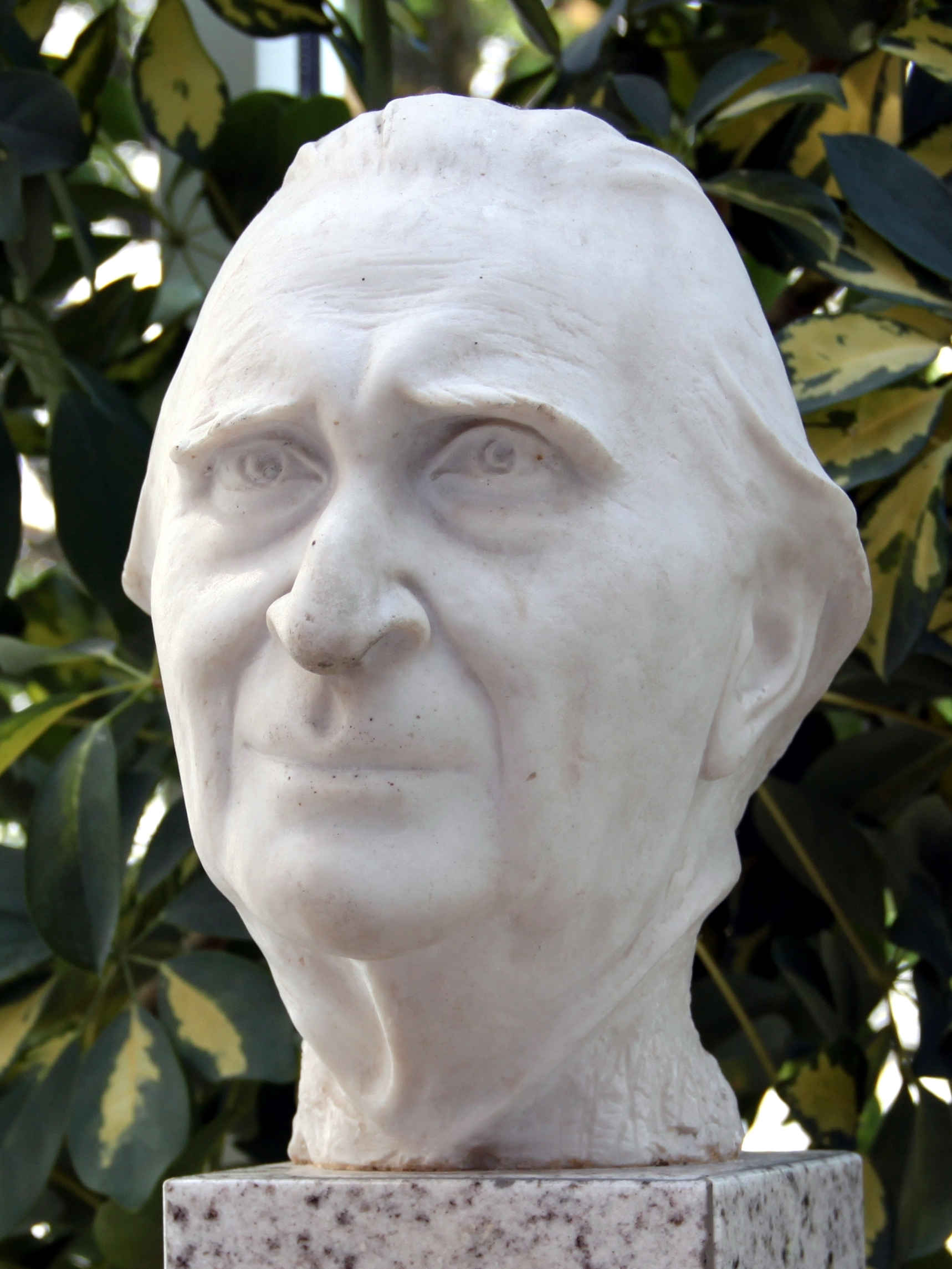
Ermanno Wolf-Ferrari (Büste im Wolf-Ferrari-Haus, Ottobrunn)

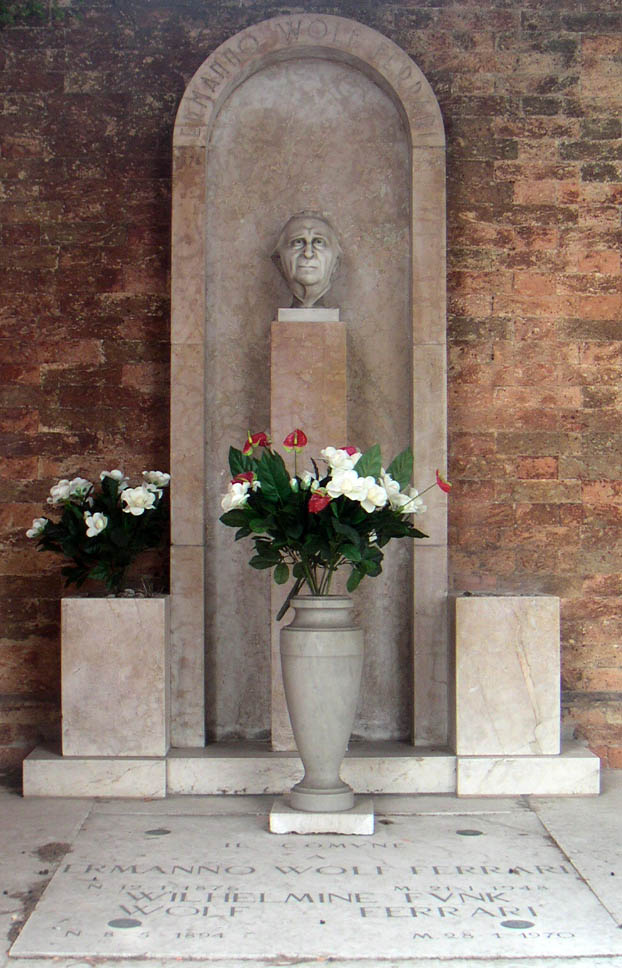
Grab von Wolf-Ferrari auf San Michele

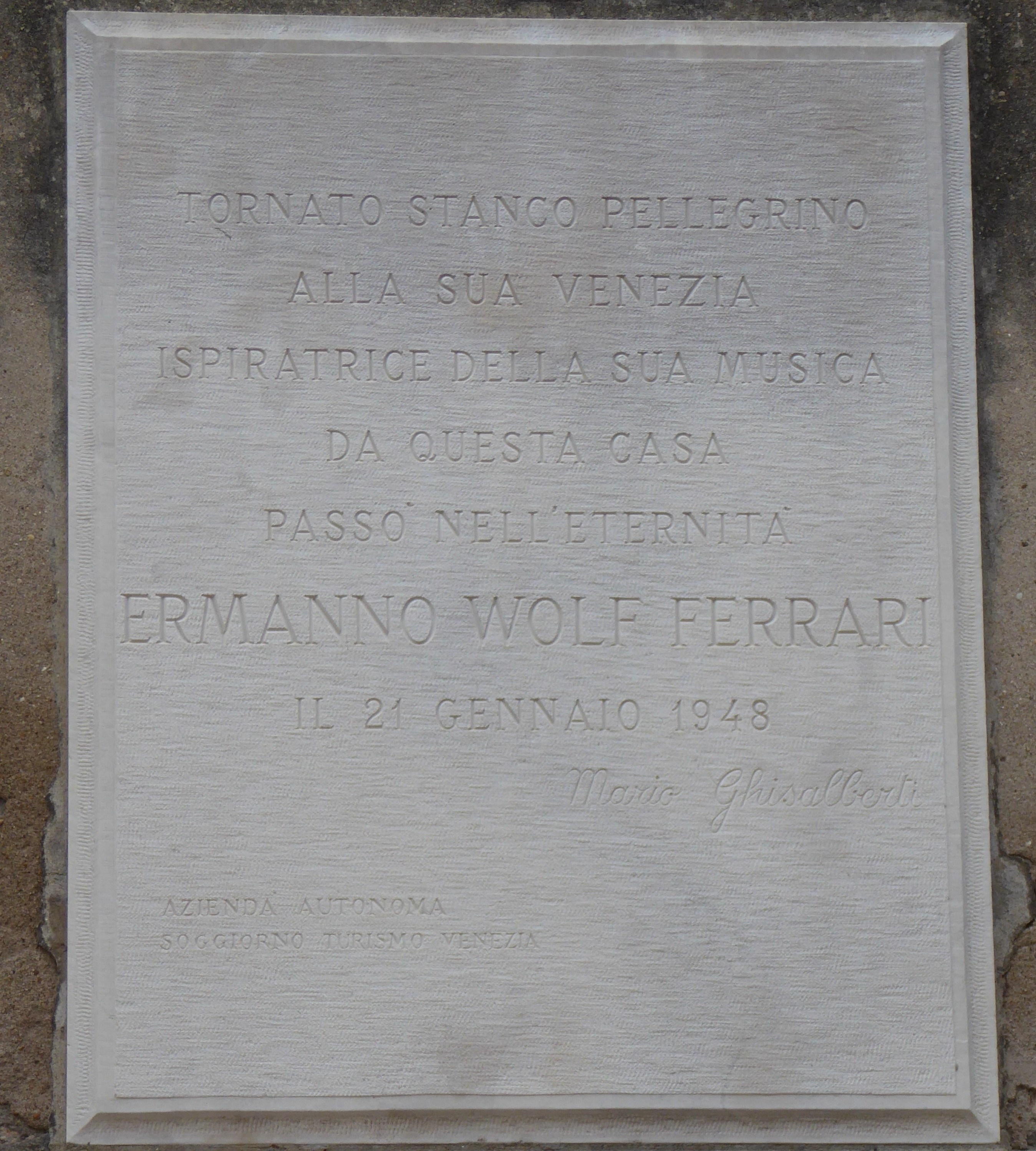
Gedenktafel am Malipiero-Palast

### Opern
- Irene (1895–1896)
- La Camargo (um 1897, unvollendet)
- Cenerentola (1900)
- Le donne curiose (deutsch: Die neugierigen Frauen; 1903)
- I quattro rusteghi (deutsch: Die vier Grobiane; 1906)
- Il segreto di Susanna (deutsch: Susannens Geheimnis; 1909). Intermezzo
- I gioielli della Madonna (deutsch: Der Schmuck der Madonna; 1911)
- L’amore medico (UA deutsch: Der Liebhaber als Arzt; 1913)
- Gli amanti sposi (deutsch: Das Liebesband der Marchesa; 1904–1916; UA 1925)
- Das Himmelskleid (italienisch: La veste di cielo; 1917–1925; UA 1927)
- Sly ovvero La leggenda del dormiente risvegliato (deutsch: Sly oder Die Legende vom wiedererweckten Schläfer; 1927)
- La vedova scaltra (deutsch: Die schalkhafte Witwe; 1931)
- Il campiello (deutsch: Das Plätzchen; 1936)
- La dama boba (deutsch: Das dumme Mädchen; 1939)
- Gli dei a Tebe (deutsch: Der Kuckuck in Theben; UA 5. Juni 1943 in Hannover)

### Orchesterwerke
- Serenade für Streicher Es-Dur (1893)  I Allegro II Andante III Scherzo. Presto IV Finale. Presto
- Sinfonia da camera B-Dur für Klavier, zwei Violinen, Viola, Violoncello, Kontrabass, Flöte, Oboe, Klarinette, Fagott und Horn  op. 8 (1901)
- Idillio-concertino A-Dur op. 15 für Oboe, 2 Hörner und Streicher (1933)
- Suite-concertino F-Dur op. 16 für Fagott, 2 Hörner und Streicher (1933)
- Suite veneziano op. 18 (1936) I Auf der Lagune II Barkarole. III Notturno  (Einsame Kanäle) IV Festlicher Morgen
- Triptychon E-Dur op. 19 (1936) I Vorgesang II Die toten Helden III Gebet
- Divertimento D-Dur op. 20 (1937)
- Arabesken e-Moll nach einem Thema von Ettore Tito op. 22 (1939)
- Violinkonzert D-Dur op. 26 (1944), gewidmet und UA in München Guila Bustabo
- Sinfonia brevis Es-Dur op. 28 (1947)
- Cellokonzert (Invocazione) C-Dur op. 31 (UA 1954)
- Concertino As-Dur op. 34 für Englischhorn, 2 Hörner und Streicher (1947)
- Chiese di Venezia (1948, Orchestrierung unvollendet)

### Kammermusik
- Streichquintett (1894)
- Violinsonate Nr. 1 g-Moll op. 1 (1895)
- Klaviertrio D-Dur op. 5 (vor 1898)
- Klavierquintett Des-Dur op. 6 (1900)
- Klaviertrio Fis-Dur op. 7 (1900)
- Violinsonate Nr. 2 a-Moll op. 10 (1901)
- Streichquartett op. 23 (1940)
- Streichquintett op. 24 (1942)
- Sonate F-Dur für 2 Violinen und Klavier op. 25 (1943)
- Violinsonate Nr. 3 E-Dur op. 27 (um 1943)
- Cellosonate Nr. 2 G-Dur op. 30 (1945)
- Streichtrio Nr. 3 a-Moll op. 32 (1945)
- Duo g-Moll op. 33 für Viola d’amore und Violine oder Violoncello (1946)
- Introduzione e balletto op. 35 für Violine und Violoncello (1946)
- Streichtrio Nr.1 Es-Dur
- Streichtrio Nr.2 h-moll (Fragment)
- Streichquartett Nr.1 C-Dur
- Streichquartett Nr.2 a-moll
- Streichsextett c-moll für zwei Violinen, zwei Violen und zwei Violoncelli
- Sonate Nr.1 d-moll für Violoncello und Klavier (Fragment)

### Klavierwerke
- 6 pezzi facili (1898)
- 3 Impromptus op. 13 (1904)
- 3 Klavierstücke op. 14 (1905)

### Chorwerke
- Otto cori [Acht Chöre] op. 2 (um 1898);  I Madrigale, II Quartina, III Rispetto, IV Stornello, V Canto, VI Canto, VII Frottola, VIII Die Lehre.
- Talitha Kumi (Die Tochter des Jairus). Oratorium für Tenor, 2 Baritone, Chor und Orchester op. 3 (1900)
- La Sulamite, Canto biblico [biblischer Gesang], in zwei Teilen, für Soli, Chor und Orchester op. 4 (1898)
- La vita nuova. Kantate für Sopran, Bariton, Chor und Orchester op. 9 (1901)
- La passione, Religiöser Gesang für gemischten Chor a capella  op. 21 (1939; auch für Solostimme und Klavier)  Text: Toskanisches Volksgedicht

### Lieder / Religiöser Gesang für gemischten Chor a cappella
- 4 Rispetti, op. 11 (1902)
- 4 Rispetti, op. 12 (1902)
- Il canzoniere. 44 rispetti, stornelli ed altri canti, auch Italienisches Liederbuch, für Singstimme und Klavier op. 17 (1936)